# To the Moon
To the Moon é o quarto jogo produzido pelo chinês Kan "Reives" Gao e o primeiro lançamento comercial de sua desenvolvedora indie Freebird Games. É um RPG de aventura com elementos de visual novel produzido com a engine RPG Maker.

## História
A história do jogo é baseada nas memórias, e a tecnologia que permite modificá-las. A empresa fictícia Sigmund Corp. se utiliza dessa tecnologia para a "realização de desejos" para pessoas próximas da morte. A semelhança com filmes como Brilho Eterno de uma mente sem lembranças e A Origem é inevitável, sendo o primeiro uma das fontes de inspiração para Kan Gao, como o mesmo afirma.
No jogo, temos dois funcionários da Sigmund Corp - Dr. Eva Rosalene e Dr. Neil Watts - contratados para realizar o desejo de Johnny, que deseja ir para a lua. É um jogo cheio de aventuras, tragédias, mistérios e uma dose ideal de humor, um jogo envolvente e apesar de sua jogabilidade simples no estilo Point and Click, é um jogo que nos faz refletir sobre a vida e os problemas que passamos, e possui um desfecho incrível que impressionará o jogador.

## Recepção
To The Moon recebeu críticas positivas que elogiaram tanto a sua trilha sonora quanto a sua história. O jogo possui uma média de 81 de 100 no agregador de críticas Metacritic e 81,53% no GameRankings.

## Ligações Externas
Site Oficial